# Kraśnik Łobeski
Kraśnik Łobeski [pronunciación en polaco: /ˈkraɕnik wɔˈbɛski/] es un pueblo ubicado en el distrito administrativo de Gmina Węgorzyno, dentro del Distrito de Łobez, Voivodato de Pomerania Occidental, en el norte de Polonia occidental. Se encuentra aproximadamente a 4 kilómetros al noroeste de Węgorzyno, a 10 kilómetros al suroeste de Łobez, y a 66 kilómetros al este de la capital regional Szczecin.